# Patharhati
Patharhati (nep. पत्थरहटटी) – gaun wikas samiti w środkowej części Nepalu w strefie Narajani w dystrykcie Bara. Według nepalskiego spisu powszechnego z 2001 roku liczył on 542 gospodarstw domowych i 4127 mieszkańców (1958 kobiet i 2169 mężczyzn).